# Eficiencia propulsora
En ingeniería aeroespacial, en relación con el diseño de aeronaves, cohetes y nave espacial, {\displaystyle \eta } es la eficiencia con la que la energía contenida en el combustible de un vehículo se convierte en energía cinética del vehículo, para acelerarlo, o para sustituir las pérdidas debidas a la resistencia aerodinámica o a la gravedad. Matemáticamente, se representa como {\displaystyle \eta =\eta _{c}\eta _{p}}, donde {\displaystyle \eta _{c}} es la eficiencia del ciclo y {\displaystyle \eta _{p}} es la eficiencia propulsiva.
La eficiencia del ciclo se expresa como el porcentaje de la energía térmica del combustible que se convierte en energía mecánica en el motor, y la eficiencia propulsiva se expresa como la proporción de la energía mecánica realmente utilizada para propulsar la aeronave. La eficiencia propulsora es siempre inferior a uno, porque la conservación del momento requiere que el escape tenga parte de la energía cinética, y el mecanismo propulsor (ya sea hélice, escape de chorro o ventilador canalizado) nunca es perfectamente eficiente. Depende en gran medida de la velocidad de expulsión del escape y de la velocidad aerodinámica.

## Eficiencia del ciclo
La mayoría de los vehículos aeroespaciales se propulsan mediante algún tipo de motor térmico, normalmente un motor de combustión interna. La eficiencia de un motor térmico se refiere a la cantidad de trabajo útil que se produce para una cantidad dada de energía térmica de entrada.
De las leyes de la termodinámica:
{\displaystyle dW\ =\ dQ_{c}\ -\ (-dQ_{h})}
donde
{\displaystyle dW=-PdV} es el trabajo extraído del motor. (Es negativo porque el trabajo es realizado por el motor).
{\displaystyle dQ_{h}=T_{h}dS_{h}} es la energía calorífica tomada del sistema de alta temperatura (fuente de calor). (Es negativo porque se extrae calor de la fuente, de ahí que {\displaystyle (-dQ_{h})} sea positivo).
{\displaystyle dQ_{c}=T_{c}dS_{c}} es la energía calorífica entregada al sistema de baja temperatura (disipador de calor). (Es positivo porque se añade calor al disipador).
En otras palabras, un motor térmico absorbe calor de alguna fuente de calor, convirtiendo parte del mismo en trabajo útil, y entregando el resto a un disipador de calor a menor temperatura. En un motor, la eficiencia se define como la relación entre el trabajo útil realizado y la energía gastada.
{\displaystyle \eta _{c}={\frac {-dW}{-dQ_{h}}}={\frac {-dQ_{h}-dQ_{c}}{-dQ_{h}}}=1-{\frac {dQ_{c}}{-dQ_{h}}}}
El rendimiento máximo teórico de un motor térmico, el  rendimiento de Carnot, sólo depende de sus temperaturas de funcionamiento. Matemáticamente, esto se debe a que en los procesos reversibles, el depósito frío ganaría la misma cantidad de entropía que la pérdida por el depósito caliente (es decir, {\displaystyle dS_{c}=-dS_{h}}), para ningún cambio en la entropía. Así:
{\displaystyle \eta _{\text{cmax}}=1-{\frac {T_{c}dS_{c}}{-T_{h}dS_{h}}}=1-{\frac {T_{c}}{T_{h}}}}
donde {\displaystyle T_{h}} es la temperatura absoluta de la fuente caliente y {\displaystyle T_{c}} la del sumidero frío, normalmente medida en kelvins. Obsérvese que {\displaystyle dS_{c}} es positivo mientras que {\displaystyle dS_{h}} es negativo; en cualquier proceso reversible de extracción de trabajo, la entropía en general no aumenta, sino que se traslada de un sistema caliente (de alta entropía) a uno frío (de baja entropía), disminuyendo la entropía de la fuente de calor y aumentando la del disipador.

## Eficacia de propulsión
La eficiencia propulsiva se define como la relación entre el trabajo realizado sobre el fluido y la potencia propulsiva, es decir, el empuje por la velocidad del vehículo.
En términos genéricos, la potencia propulsora puede calcularse de la siguiente manera:
{\displaystyle P_{prop}=T\times v_{\infty }}
donde {\displaystyle T} representa el empuje y {\displaystyle v_{\infty }} la velocidad de vuelo.
El empuje puede calcularse a partir de los flujos de masas de admisión y escape ({\displaystyle {\dot {m}}_{in}} y {\displaystyle {\dot {m}}_{exh}}) y las velocidades ({\displaystyle v_{in}} y {\displaystyle v_{exh}}):
{\displaystyle T={\dot {m}}_{exh}v_{exh}-{\dot {m}}_{in}v_{in}}
{\displaystyle P_{prop}=\left({\dot {m}}_{exh}v_{exh}-{\dot {m}}_{in}v_{in}\right)v_{\infty }}
El trabajo realizado por el motor al flujo, por otra parte, es el cambio en la energía cinética por tiempo. Esto no tiene en cuenta la eficiencia del motor utilizado para generar la potencia, ni de la hélice, ventilador u otro mecanismo utilizado para acelerar el aire. Se refiere simplemente al trabajo realizado al flujo, por cualquier medio, y puede expresarse como la diferencia entre el flujo de energía cinética entrante y la energía cinética agotada:
{\displaystyle P_{eng}={\frac {1}{2}}{\dot {m}}_{exh}v_{exh}^{2}-{\frac {1}{2}}{\dot {m}}_{in}v_{in}^{2}}
{\displaystyle P_{eng}={\frac {1}{2}}izquierda({\dot {m}}_{exh}v_{exh}^{2}-{\dot {m}}_{in}v_{in}^{2}derecha)}
Por lo tanto, la eficiencia propulsiva se puede calcular como:
{\displaystyle \eta _{p}={\frac {P_{prop}}{P_{eng}}}=2v_{\infty }{\frac {{\dot {m}}_{exh}v_{exh}-{\dot {m}}_{in}v_{in}}{{\dot {m}}_{exh}v_{exh}^{2}-{\dot {m}}_{in}v_{in}^{2}}}}
Dependiendo del tipo de propulsión utilizado, esta ecuación puede simplificarse de diferentes maneras, lo que demuestra algunas de las peculiaridades de los distintos tipos de motores.
Sin embargo, la ecuación general ya muestra que la eficiencia propulsiva mejora cuando se utilizan flujos de masas grandes y velocidades pequeñas en comparación con flujos de masas pequeñas y velocidades grandes, ya que los términos al cuadrado en el denominador crecen más rápido que los términos no al cuadrado.
Las pérdidas modelizadas por la eficiencia propulsiva se explican por el hecho de que cualquier modo de aeropropulsión deja tras de sí un chorro que se mueve en dirección opuesta a la del vehículo. El flujo de energía cinética en este chorro es {\displaystyle P_{jet}=1/2\left({\dot {m}}_{exh}v_{exh}^{2}-{\dot {m}}_{in}v_{in}^{2}\right)=P_{eng}-P_{prop}} para el caso en que {\displaystyle v_{in}=v_{\infty }}.

### Motores a reacción
. 

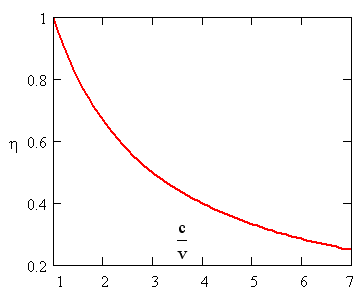
Dependencia de la eficiencia energética (η) de la relación velocidad de escape/velocidad del avión (c/v) para reactores de soplo de aire

La fórmula de la eficiencia propulsiva para los motores de respiración aérea es la siguiente.
.
Puede derivarse estableciendo {\displaystyle v_{in}=v_{\infty }=v_{0}} en la ecuación general, y suponiendo que {\displaystyle {\dot {m}}_{exh}={\dot {m}}_{in}}. Esto anula el flujo de masa y conduce a:
{\displaystyle \eta _{p}={\frac {2}{1+{\frac {v_{9}}{v_{0}}}}}}
donde {\displaystyle v_{9}} es la velocidad de expulsión del escape y {\displaystyle v_{0}} es tanto la velocidad del aire en la entrada como la velocidad de vuelo.
Para los motores a reacción puros, en particular con postcombustión, se puede ganar una pequeña cantidad de precisión al no suponer que el flujo másico de admisión y escape son iguales, ya que el gas de escape también contiene la masa añadida del combustible inyectado. En el caso de los motores turbofán, el flujo másico de escape puede ser ligeramente inferior al de admisión, ya que el motor suministra "aire de purga" del compresor a la aeronave. En la mayoría de los casos, esto no se tiene en cuenta, ya que no supone una diferencia significativa en la eficacia propulsora calculada.
Calculando la velocidad de escape a partir de la ecuación del empuje (suponiendo que {\displaystyle {\dot {m}}_{exh}={\dot {m}}_{in}={\dot {m}}}), también podemos obtener la eficacia propulsora en función del empuje específico ({\displaystyle T/{\dot {m}}}):
{\displaystyle \eta _{p}={\frac {v_{0}}{v_{0}+{\frac {1}{2}}{\frac {T}{\dot {m}}}}}}
Un corolario de esto es que, particularmente en los motores de respiración de aire, es más eficiente energéticamente acelerar una gran cantidad de aire por una pequeña cantidad, que acelerar una pequeña cantidad de aire por una gran cantidad, aunque el empuje sea el mismo. Esta es la razón por la que los  motores turbofan son más eficientes que los simples motores a reacción a velocidades subsónicas.

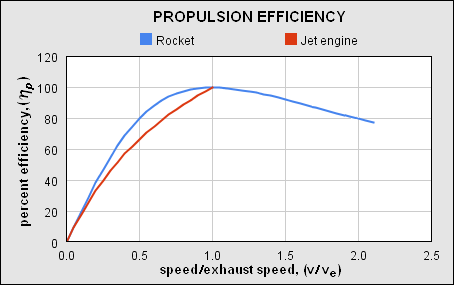
Dependencia de la eficiencia propulsora con la relación velocidad del vehículo/velocidad de escape (v_0/v_9) para motores cohete y a reacción

.

### Motores de cohete
La {\displaystyle \eta _{c}} de un motor cohete suele ser elevada debido a las altas temperaturas y presiones de combustión, y a la larga tobera convergente-divergente utilizada. Varía ligeramente con la altitud debido a los cambios en la presión atmosférica, pero puede llegar al 70%. La mayor parte del resto se pierde en forma de calor en el escape.
Los motores cohete tienen una eficiencia propulsora ({\displaystyle \eta _{p}}) ligeramente diferente a la de los motores a reacción que respiran aire, ya que la falta de aire de admisión cambia la forma de la ecuación. Esto también permite a los cohetes superar la velocidad de su escape.
{\displaystyle \eta _{p}={\frac {2{\frac {v_{0}}{v_{9}}}}{1+({\frac {v_{0}}{v_{9}}})^{2}}}}
Al igual que ocurre con los motores a reacción, en teoría, la coincidencia de la velocidad de escape y la velocidad del vehículo proporciona una eficiencia óptima. Sin embargo, en la práctica, esto resulta en un impulso específico muy bajo, causando pérdidas mucho mayores debido a la necesidad de exponencialmente mayores masas de propulsante. A diferencia de los motores canalizados, los cohetes dan empuje incluso cuando las dos velocidades son iguales.
En 1903, Konstantin Tsiolkovsky discutió la eficiencia propulsora media de un cohete, que denominó la utilización (utilizatsiya), la "porción del trabajo total del material explosivo transferido al cohete" en contraposición al gas de escape.

### Motores de propulsión
.

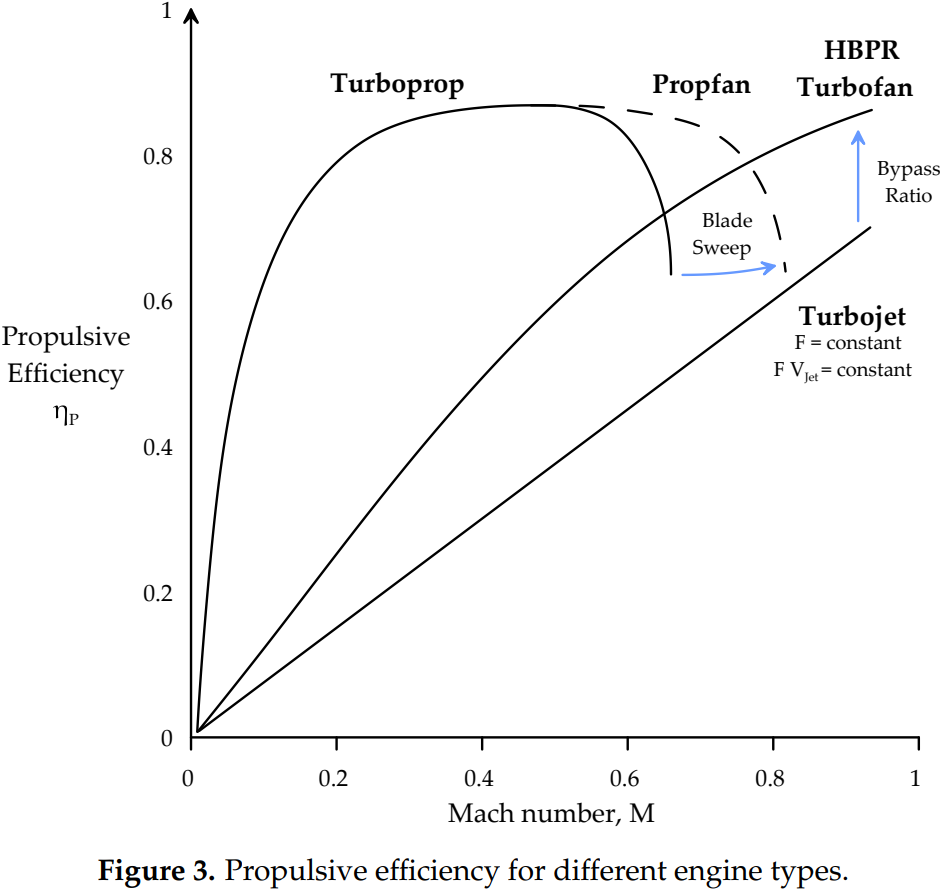
Comparación de la eficiencia propulsora de varias configuraciones de motores de turbina de gas

El cálculo es algo diferente para los motores alternativos y turbohélice que dependen de una hélice para la propulsión, ya que su rendimiento se expresa normalmente en términos de potencia en lugar de empuje. La ecuación para el calor añadido por unidad de tiempo, Q, puede adoptarse como sigue:
{\displaystyle 550P_{e}={\frac {\eta _{c}HhJ}{3600}},}
donde H = valor calorífico del combustible en BTU/lb, h = tasa de consumo de combustible en lb/h y J = equivalente mecánico de calor = 778,24 ft.lb/BTU, donde {\displaystyle P_{e}} es la potencia del motor en caballos de vapor, convertida a foot-pounds/second multiplicando por 550. Dado que consumo específico de combustible es Cp = h/Pe y H = 20 052 BTU/lb para gasolina, la ecuación se simplifica a:
{\displaystyle \eta _{c}(\%age)={\frac {12.69}{C_{p}}}.}
expresado en porcentaje.
Suponiendo una eficiencia típica de la hélice {\displaystyle \eta _{p}} del 86% (para las condiciones óptimas de velocidad aerodinámica y densidad del aire para el diseño dado de la hélice[cita requerida]), la eficiencia máxima global de la propulsión se estima como:
{\displaystyle \eta ={\frac {10,91}{C_{p}}}.}